# Michał Staniszewski
Michał Tomasz Staniszewski (ur. 16 września 1973 w Opocznie) – polski kajakarz górski, srebrny medalista olimpijski z Sydney.
Przez większość kariery był związany z Gerlachem Drzewica. Treningi rozpoczął jako dziecko w 1979. W 1998 przeniósł się do AZS-AWF Kraków. Startował w kanadyjkach dwójkach (slalom górski), jego wieloletnim partnerem był Krzysztof Kołomański (również wychowanek Gerlacha). Razem zdobyli szereg tytułów mistrza Polski, trzy medale ME, złoty (1995) i srebrny (1999) medal mistrzostw świata. Trzykrotnie brali udział w igrzyskach olimpijskich. Największym sukcesem osady był srebrny medal IO 2000. 
Sportową karierę zakończył tuż po igrzyskach. Wyjechał do Kanady, jest w tym kraju trenerem. 

## Upamiętnienie

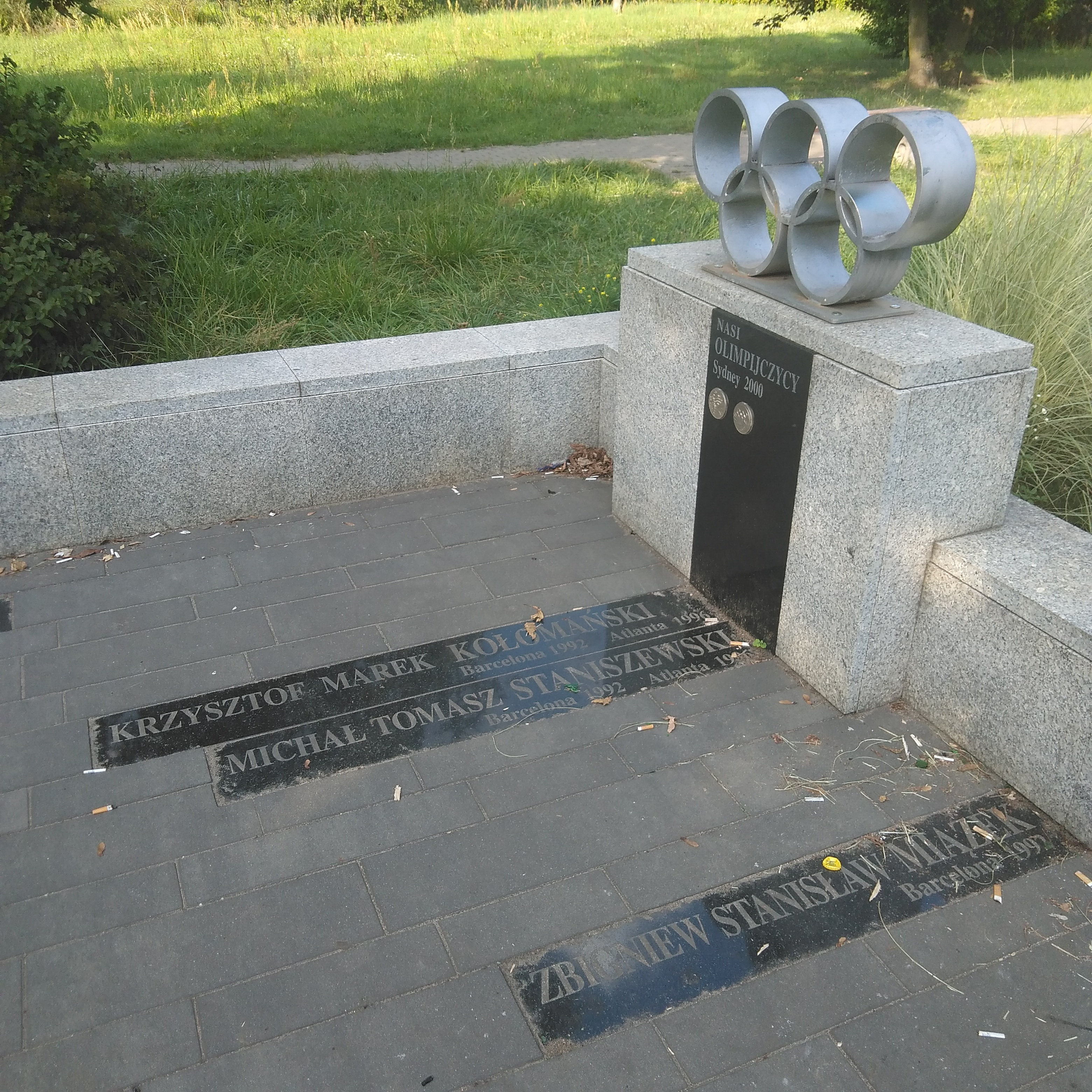
Tablica Michała Staniszewskiego w Drzewicy.

W 2018 r. tablica upamiętniająca osiągnięcia Michała Staniszewskiego została wmurowana przy Skwerze im. Drzewickich Olimpijczyków w Drzewicy.